# Illustres Bergers

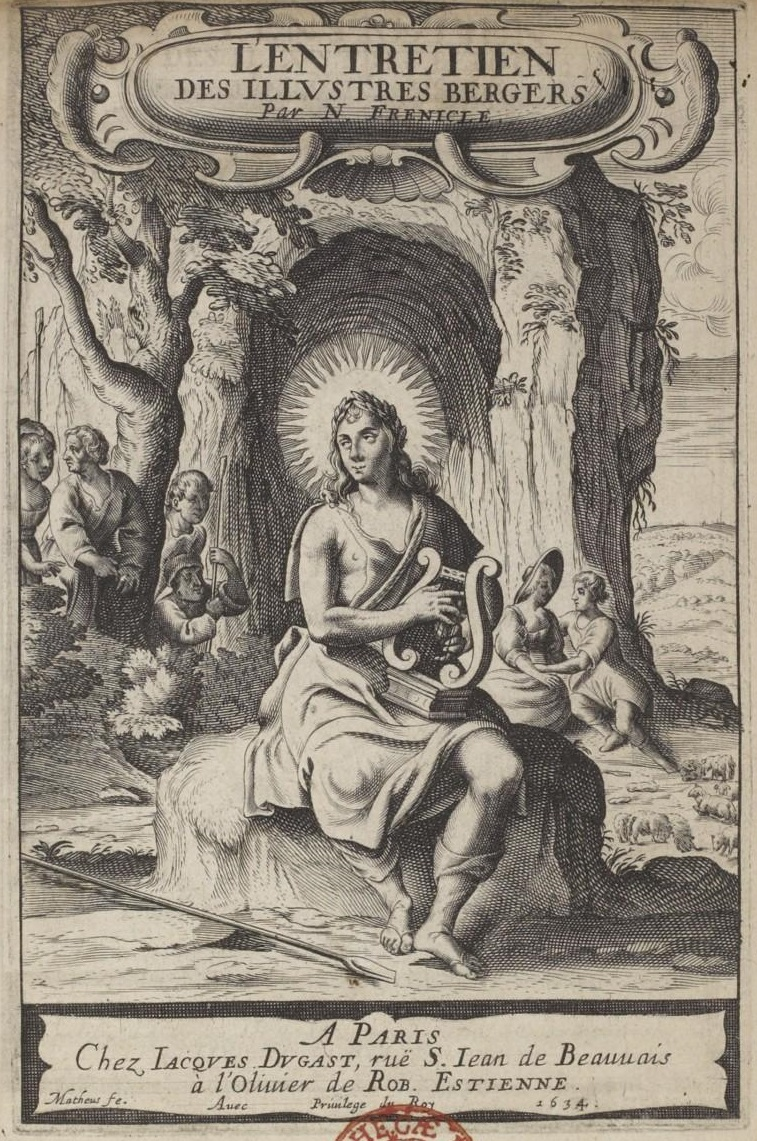
Il·lustració de l'obra de Nicolas Frénicle L'entretien des Illustres Bergers, 1634

Els Illustres Bergers, conegut també com a cénacle dels Illustres Bergers o Acadèmia dels Illustres Bergers és un grup literari francès constituït vers el 1625 que comprenia joves poetes i erudits ronsardians catòlics. Aquest cercle es va caracteritzar pel seu gust de la poètica pastoral inspirada en l'Astrée, el purisme, l'elegància i l'harmonia.

## El grup

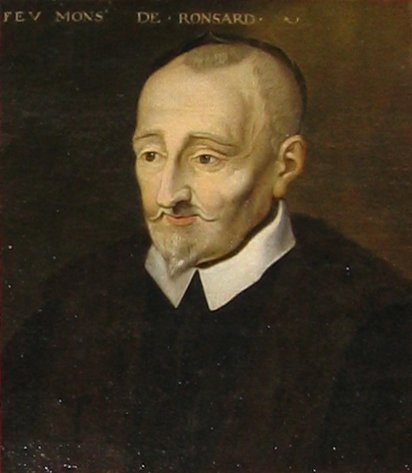
Pierre de Ronsard, 1524-1585, inspirador dels Illustres Bergers

L'existència d'un grup de joves poetes, essencialment parisencs, format sobre el 1625, va ser revelat per primer cop pel professor de literatura moderna Antoine Adam (1899-1980) a la seva tesi sobre Théophile de Viau. Aquest grup va ser estudiat per primer cop l'any 1942 pel musicòleg i erudit francès Maurice Cauchie (1882–1963) qui, en un article de la Revue d'Histoire de la Philosophie, proposa designar-los sota el nom de « grup dels Illustres Bergers » i es disposa a caracteritzar-los.
El grup va reunir els poetes Guillaume Colletet (1598-1659), Pierre Cotignon de la Charnaye, François Ogier (1597-1670), Claude Malleville (1597-1647), Louis Mauduit, Nicolas Frénicle (1600-~1662), Jean-Cèsar de Villeneuve, Antoine Godeau (1605-1672), els germans Philippe (1605-1637) i Germain Habert (1615-1654), i,els més grans, l'humanista Frédéric Morel (~1552-1630) i Nicolas Richelet.
Humanistes i epicuris, els Illustres Bergers tenien la missió de defensar « la poesia, l'amistat, el vi, l'amor, els llibres i Pierre de Ronsard ». Van cultivar un cercle força unit per l'amistat, alguns d'ells es tutejaven,i es reunien en espais rurals a les vores del Sena prop de Sant-Germain, o a la casa rural de Godeau a Villepreux. Es forcen a viure com els pastors herois de l'Astrée, i es caracteritzarien per les pràctiques col·lectives dedicades a la celebració del seu art. D'aquesta manera, es donen pseudònims de ficció en les que s'enumeren en dos Frénicle text, « les Eglogues de N. Frénicle » i el Entretien des Illustres Bergers: Colletet pren el nom de Cérillas, Frénicle és Aminte, Mauduit és Mélinte, de Villeneuve Tarcis, Godeau Ergaste, Malleville Damon, Ogier Arcas, Philippe Habert Lizidor, Morel Cléophon mentre que Richelet pren el nom de Ménalque. Van amirar a François de Malherbe i celebren Ronsard al punt d'ell consagrar-li anualment una festa, el dia del seu naixement, qui dona lloc a recitacions, discursos i premis.
L'ús dels pseudònims, ajudà a promoure els membres del grup en una estratègia de promoció col·lectiva i necessitat de gaudir de notorietat social. El seu origen d'arrel petit-burgesa, mes aviat mediocre, o de financers sense fortuna, els feia poc rellevants d'acord amb la mirada de la jerarquia social de l'època. Aquesta presentació dona visibilitat a la seva imatge i la seva identitat social, proposant un grup que, amb les seves habilitats poètiques, valorés un estil de vida caracteritzat per la pràctica de la poesia, les converses refinades i els jocs d'amor. Aquesta qüestió en part condicionà les decisions estètiques dels Bergers i les seves carreres van ser molt deutores amb al seu compromís amb les belles-lettres.

## L'obra
Cottelet, Godeau i Frénicle van participar en l'afer del Parnasse satyrique que va influir, juntament amb els altres membres del cenacle, molts d'ells corifeus de la poesia cristiana clàssica, en els efectes de la Contra-Reforma i de l'ensenyament jesuïta. Des del punt de vista de la forma, afirmen una certa quantitat de principis que s'oposen a les innovacions dels moderns i s'uneixen a l'erudició i l'estil pur com a fonts de poesia. En aquest sentit, el seu estil es caracteritza per la recerca de l'elegància, el purisme i l'harmonia.
Marcat per la eclecticisme, l'obra de les Illustres Bergers va estar influenciat pel catolicisme, en contrast amb certs avantpassats, els poetes llibertins protestants Théophile de Viau, Boisrobert i Sant-Amant. Molts d'ells tindrien una carrera o ocuparien funcions eclesiàstiques: Mauduit i Ogier van ser priors, Haubert es va adherir a la Companyia del Sant-Sagrament, així com Godeau qui esdevingué bisbe de Grassa. Frénicle es dedicà a la poesia religiosa, sense que el grup sigui condicionat pel fanatisme. Per la seva banda, Ogier, qui admirava particularment Théophile de Viau, va escriure per exemple contra el jesuïta François Aparqués. Però essencialment la poesia del grup proposava unes temàtiques d'aventura amorosa i d'al·lusió a la vida dels poetes. Sovint marcades per equívocs infantils, pren grans llibertats contra les normes de la decència, amb la traducció de l'obra col·lectiva el Balet dels balets (1626).
Diversos dels companys del cénacle dels Illustres Bergers van formar part del cercle de Valentin Conrart, que els Bergers van contribuït a donar a conèixer sota el sobrenom de Philandre, i Claude Malleville, Antoine Godeau i Philippe Habert van formar part amb Guillaume Colletet com els primers membres de l'Acadèmia Francesa, la creació de la qual l'any 1635 es correspon amb la dissolució del grup.

## Retrats

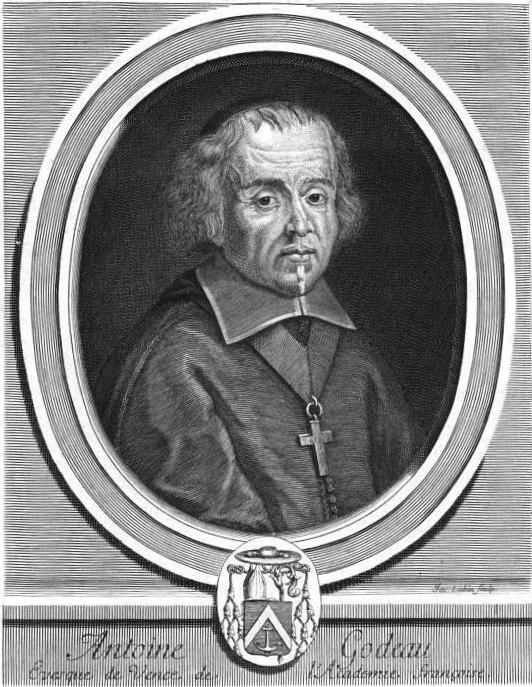
Antoine Godeau
François Ogier
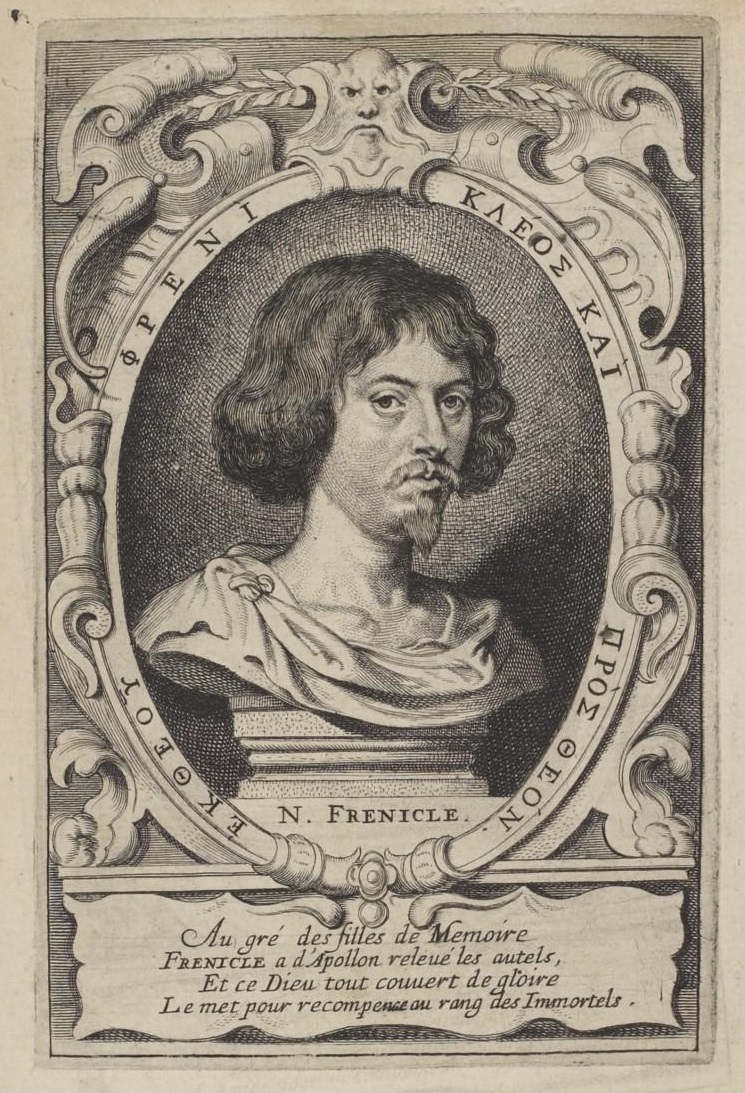
Nicolas Frenicle

## Obres
- Nicolas Frénicle et Stéphane Macé (présentation),Entretien des Illustres Bergers, H. Champion, 1998 (1re éd. 1634)
- Les œuvres de N. Frénicle, Paris, imp. Toussaint du Bray, 1629
- Le banquet des amoureux, Paris, s. édit., 1627
- Le ballet d'Apolon et des Muses, Paris, imp. Claude Morlot, 1626
- Les Vers du Balet des balets, Paris, imp. Claude Hulpeau, 1626